# Pêra (Caparica)
Pêra é uma localidade da freguesia portuguesa de Caparica, município de Almada. Na sua área situam-se diversas estufas com plantios de frutos. Está dividida em Pera de Cima, Pera do Meio, Pera de Baixo.